# SchB HGe 2/2
Die HGe 2/2 der Schöllenenbahn (SchB) waren zweiachsige Elektrolokomotiven für kombinierten Adhäsions- und Zahnradbetrieb. Die vier von der SLM und BBC erbauten Maschinen standen teilweise bis in die 1980er Jahre auf ihrer Stammstrecke im Einsatz, das letzte Exemplar wurde 1985 verschrottet.

## Geschichte

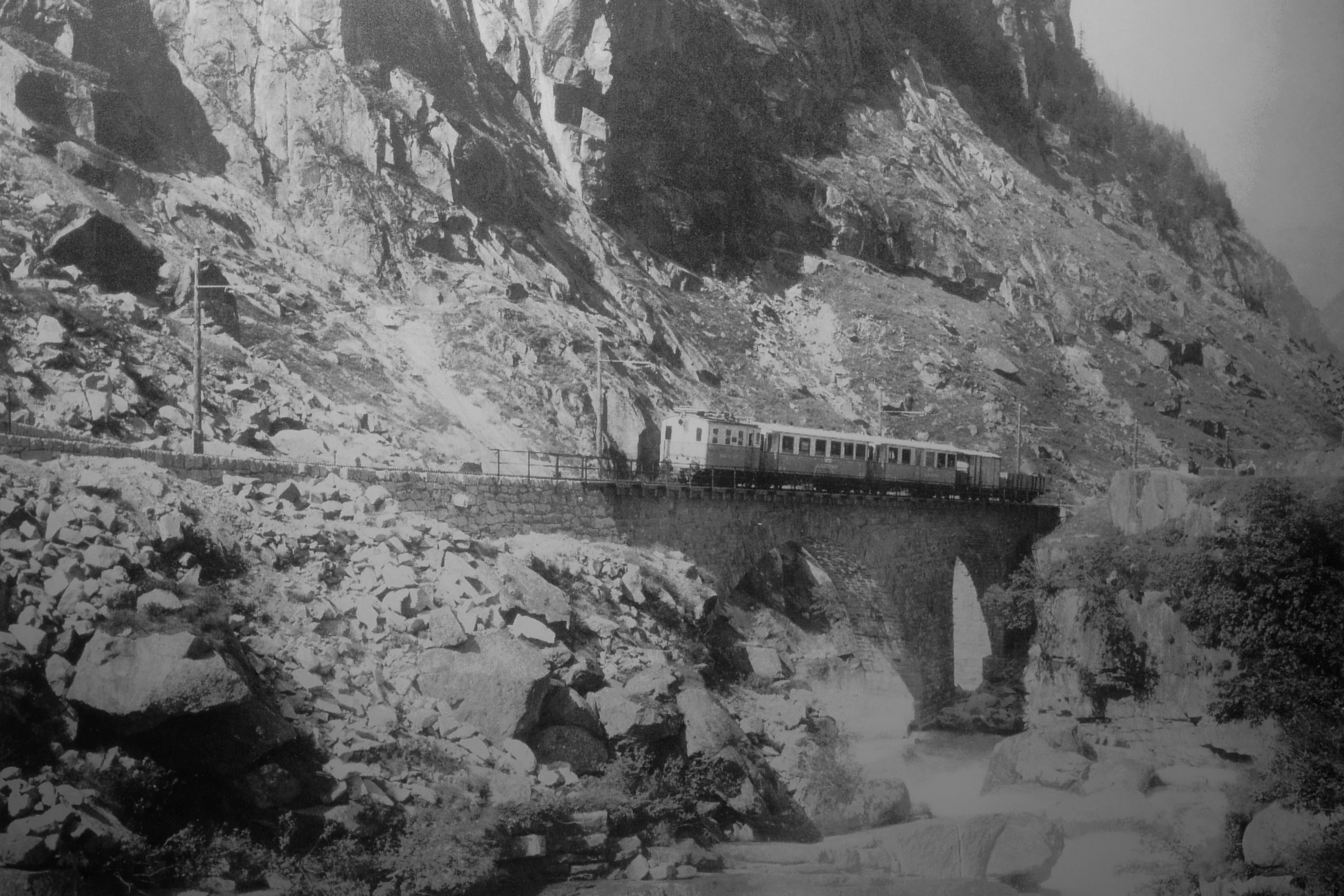
Zug mit HGe 2/2 in der Anfangszeit der Schöllenenbahn

Die Schöllenenbahn entstand zwischen 1913 und 1917 als Verbindung zwischen Göschenen am Nordportal des 1882 eröffneten Gotthardtunnels und der Gemeinde Andermatt im Urserental, wo sie den Anschluss an die ebenfalls 1913 begonnene, aber erst 1926 fertiggestellte Furka-Oberalp-Bahn herstellte. Für den von Anfang an vorgesehenen elektrischen Betrieb mittels Gleichstrom von 1200 Volt wurden vier kleine Elektrolokomotiven beschafft, die zu Beginn des Jahres 1916 in Betrieb genommen werden konnten. Die vier Lokomotiven, die die Nummern 1 bis 4 trugen, stellten zunächst die einzigen Triebfahrzeuge der Schöllenenbahn dar, dementsprechend kamen sie vor allen Zügen auf der Steilrampe zum Einsatz. Aus Sicherheitsgründen wurden die Lokomotiven ab den 1930er Jahren stets auf der Talseite in Züge eingestellt, auf der Bergfahrt instruierte ein im vordersten Wagen mitfahrender Kondukteur den Lokführer durch Klingelsignale.
Die Elektrifizierung der Furka-Oberalp-Bahn im Kriegsjahr 1940 veranlasste die Schöllenenbahn, im Interesse eines problemlosen Gemeinschaftsbetriebs im Bahnhof Andermatt ihr eigenes Stromsystem aufzugeben und den Betrieb auf den bei der FO verwendete Wechselstrom mit 11 000 Volt, 16 2/3 Hz umzustellen. Zu diesem Zweck erhielten die vier HGe 2/2 eine neue elektrische Ausrüstung durch die BBC, was gleichzeitig eine erhebliche Leistungssteigerung zur Folge hatte. Unmittelbar vor dem Umbau kamen die Lokomotiven jedoch erstmals ausserhalb der Schöllenenbahn zum Einsatz, indem die bereits fertiggestellte Fahrleitung am Oberalppass kurzfristig mit Gleichstrom gespeist wurde. Dies ermöglichte, die Lokomotiven im Baudienst einzusetzen und den korrekten Aufbau der elektrischen Anlagen zu überprüfen. Nach der Umstellung auf Wechselstrom blieb der Einsatz der Lokomotiven wegen deren geringen Höchstgeschwindigkeit jedoch auf die Schöllenenbahn beschränkt.
Im Jahr 1941 erhielten die modernisierten Lokomotiven Verstärkung durch den elektrischen Triebwagen BCFeh 2/4 Nr. 41, der gemeinsam mit der Furka-Oberalp-Bahn als Teil einer Serie von zunächst drei Fahrzeugen bestellt worden war. Dies ermöglichte eine spürbare Beschleunigung des Personenverkehrs auf der Schöllenenbahn, gleichzeitig konnten die langsameren HGe 2/2 vermehrt im Güterverkehr eingesetzt werden.
Gemeinsam mit der Schöllenenbahn gingen 1961 auch alle vier HGe 2/2 in den Besitz der Furka-Oberalp-Bahn über. Dies machte die Änderung der Betriebsnummern auf 21 bis 24 erforderlich, da die ursprünglichen Nummern bereits durch die Dampflokomotiven der FO belegt worden waren. In der Folgezeit wurde auch die hellblau-elfenbeinfarbene Lackierung der Schöllenenbahn durch die dunkelrote Farbgebung der FO ersetzt.
Mit der Inbetriebnahme der ebenfalls für den Verkehr auf der Schöllenenbahn geeigneten HGm 4/4 und Deh 4/4 I in den Jahren 1967 bzw. 1972 wurden die Lokomotiven endgültig nicht mehr für den Personenverkehr benötigt. Die weiteren Einsätze beschränkten sich daher vor allem auf den Güterverkehr sowie den Rangierdienst in Andermatt. 1976 wurde schliesslich mit Lok 22 das erste Exemplar der Baureihe ausrangiert und verschrottet. Ihr folgte im Jahr 1980 Lok Nr. 24, zwei Jahre später musste auch Lok 23 nach einem Brand ausrangiert werden. Als letztes Exemplar folgte schliesslich Lok 21 nach einem Bruch des Rahmens im Jahr 1985 auf den Schrott. Es blieb keine HGe 2/2 erhalten, die elektrische Ausrüstung von Lok 21 fand im April 1986 allerdings eine zweite Verwendung beim Bau des Heizwagens X 4929. Dieser befindet sich bis heute im Bestand der Matterhorn-Gotthard-Bahn.

## Konstruktion

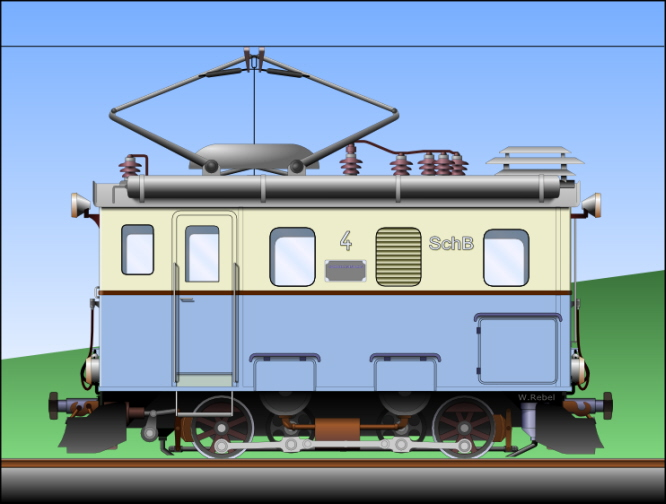
Zeichnung der HGe 2/2 4

Die HGe 2/2 waren speziell für den Einsatz auf der bis zu 179 Promille steilen Schöllenenbahn konzipiert. Dementsprechend beinhaltete die Konstruktion einige Merkmale, wie sie vor allem bei reinen Zahnradlokomotiven üblich sind. So verfügten die Lokomotiven über lediglich einen für stehende Bedienung eingerichteten Führerstand, der auf der Talseite am Ende des rechteckigen Lokkastens angeordnet war. Der Führerstand verfügte über Zugangstüren auf beiden Längsseiten. Auf der Bergseite schloss sich der Maschinenraum an, der rund zwei Drittel des Kastenvolumens einnahm und die Fahrmotoren sowie den Transformator beinhaltete. Über dem Führerstand war ein einzelner Scherenstromabnehmer montiert.
Die Kraftübertragung erfolgte von den Fahrmotoren über ein zwischengeschaltetes Vorgelege mit doppelter Übersetzung auf die beiden Triebzahnräder und auf zwei Blindwellen, die beide Lokachsen über Kuppelstangen antrieben. Für den Einsatz auf Zahnradstrecken konnte der Adhäsionsantrieb vollständig ausgekuppelt werden, die Lokomotiven liefen währenddessen als reine Zahnradlokomotiven. Die Triebzahnräder konnten nicht ausgekuppelt werden, sie liefen im Adhäsionsbetrieb ständig mit.
In der ursprünglichen Ausführung verfügten die Lokomotiven über zwei Gleichstrom-Nebenschlussmotoren mit einer gemeinsamen Stundenleistung von 235 kW, was auf der maximalen Steigung von 179 ‰ die Beförderung von bis zu 40 Tonnen Anhängelast mit einer Höchstgeschwindigkeit von 8 km/h ermöglichte. Die 1940 eingebaute elektrische Ausrüstung umfasste zwei Reihenschlussmotoren, was die Stundenleistung auf 429 kW erhöhte. Fortan konnten 48 Tonnen Last mit einer Geschwindigkeit von 14,5 km/h befördert werden. Die neuen Komponenten entsprachen grösstenteils denen der ein Jahr später gelieferten BCFeh 2/4.
Gemäss den gesetzlichen Vorschriften für Zahnradbahnen verfügten die Lokomotiven über mehrere voneinander unabhängige Bremssysteme. Ursprünglich vorhanden war eine elektrische Rekuperationsbremse als Betriebsbremse während der Talfahrt. Diese wurde während der Modernisierung durch eine Widerstandsbremse ersetzt, die die Bremsenergie durch Widerstände in Wärme umwandelte, anstatt sie in die Fahrleitung einzuspeisen. Die zusätzlich vorhandene Vakuumbremse wurde lediglich zur Bremsung des Zuges beibehalten, die Lokomotiven selbst wurden ab 1940 durch vakuumgesteuerte Druckluftbremsen abgebremst. Der zugehörige Vakuumbehälter war auf dem Dach montiert und reichte über die gesamte Loklänge. Zur automatischen Abbremsung der Lok im Falle einer Überschreitung der zulässigen Höchstgeschwindigkeit war ebenfalls eine Fliehkraftbremse vorhanden. Als Feststellbremse diente eine herkömmliche Handspindelbremse.

## Fahrzeugliste
| Liste der HGe 2/2 der Schöllenenbahn |        |                  |                |       |                                                                                          |
| Nr. SchB                             | Nr. FO | Fabriknummer SLM | Inbetriebnahme | Ausm. | Verbleib                                                                                 |
| 1                                    | 21     | 2465             | 1916           | 1985  | Ausrangiert u. verschrottet nach Rahmenbruch, elektrische Ausrüstung an Heizwagen X 4929 |
| 2                                    | 22     | 2466             | 1916           | 1976  | Verschrottet                                                                             |
| 3                                    | 23     | 2467             | 1916           | 1982  | Verschrottet nach Brandschaden                                                           |
| 4                                    | 24     | 2468             | 1916           | 1980  | Verschrottet                                                                             |